# Mi marido tiene familia
Mi marido tiene familia är en mexikansk telenovela producerad av Juan Osorio för Televisa. Den sändes på Las Estrellas från 5 juni 2017 till 24 februari 2019. Serien är en remake av den sydkoreanska dramaserien My Husband Got a Family som sändes på KBS2 under 2012.

## Rollista (i urval)
- Zuria Vega som Julieta Aguilar Rivera
- Daniel Arenas som Robert Cooper / Juan Pablo Córcega
- Diana Bracho som Blanca Gómez de Córcega
- Silvia Pinal som Imelda Sierra de Córcega
- Arath de la Torre som Francisco "Pancho" López (säsong 2)
- Susana González som Susana Córcega (säsong 2)
- Carmen Salinas som Crisanta Díaz de Córcega (säsong 2)
- Gabriel Soto som Ernesto "Neto" Rey (säsong 2)